# تپه سیدون ابراهیم‌آباد
تپه سیدون مشک آباد مربوط به سدهٔ ۵–۸ ه.ق است و در شهرستان اراک، بخش مرکزی، دهستان مشک آباد،  واقع شده و این اثر در تاریخ ۲۸ اسفند ۱۳۸۵ با شمارهٔ ثبت ۱۹۰۲۶ به‌عنوان یکی از آثار ملی ایران به ثبت رسیده است.